# کینجی یوشیموتو
کینجی یوشیموتو (انگلیسی: Kinji Yoshimoto; ۲۷ فوریهٔ ۱۹۶۶ – ۵ نوامبر ۲۰۲۱) کارگردان فیلم، پویانما، و فیلم‌نامه‌نویس اهل ژاپن بود. وی بین سال‌های ۱۹۸۵ تا ۲۰۲۱ میلادی فعالیت می‌کرد.